# L'Inattendu (revue)
Pour les articles homonymes, voir L'Inattendu.
L'Inattendu est une revue de petit format publiée dans la collection « Comics Pocket » des éditions Artima de janvier 1975 à octobre 1980. La série totalise 25 numéros.
Ce fascicule a publié en noir et blanc et en français des comics Marvel tels que Astonishing Tales (avec le Docteur Fatalis), Shanna The She-Devil, Worlds Unknown, Jungle Action et Black Panther (avec La Panthère Noire), Amazing Adventures (avec La Veuve noire), Journey into Mystery, Hero for Hire et Power Man, Man-Thing, Conan The Barbarian, Nick Fury, Agent of SHIELD, Super-Villain Team-Up, Omega The Unknown, ou  plus rarement, de chez Archie Comics (Red Circle Sorcery).